# Petuaran Hulu
Petuaran Hulu is een bestuurslaag in het regentschap Serdang Bedagai van de provincie Noord-Sumatra, Indonesië. Petuaran Hulu telt 464 inwoners (volkstelling 2010).